# Giselle Batista
Giselle Batista (São Gonçalo, 26 de abril de 1986) es una actriz de cine, teatro y televisión brasileña. Es hermana de la también actriz Michelle Batista, con la que ha compartido elenco en varias producciones. Su actuación en la obra de teatro Clandestinos le valió ganar dos galardones, el premio APTR de Teatro y el premio Qualidade Brasil, ambos por mejor actriz en una obra de teatro.

## Filmografía

### Televisión
- 2006 -	Cobras & Lagartos
- 2007 -	Malhação
- 2008 -	Estampa
- 2010 -	Clandestinos
- 2011 -	Natália
- 2012 -	Louco por Elas
- 2013 -	Uma Rua Sem Vergonha
- 2014 -	Boogie Oogie
- 2015 -	A Regra do Jogo
- 2017 -	O Rico e Lázaro
- 2018 -	Apocalipse

### Cine
- 2007 -	Podecrer!
- 2009 -	Alguns Nomes do Impossível
- 2010 -	A Suprema Felicidade
- 2010 - High School Musical: O Desafio
- 2010 - Dores e Amores
- 2014 -	No Retrovisor
- 2015 -	Terra Incógnita
- 2016 -	Zoom